# AQ-Verlag
Der AQ-Verlag entstand 1970 durch die Herausgabe der Zeitschrift AQ – Situationen der zeitgenössischen Kunst und Literatur (ursprünglich studentische Zeitschrift mit dem Namen Anti-Quarium, die zur Künstlergruppe Werkstatt Koop gehörte). Verlagsort war zunächst Dudweiler und ist jetzt Saarbrücken.

## Geschichte
Mit wechselnden Themen aus Kunst und Literatur brachte AQ damals noch unbekannte Künstler teilweise erstmals in Deutschland heraus. Dazu gehören John Baldessari, Christian Boltanski, Hans-Peter Feldmann, Jean Le Gac, Jochen Gerz, Paul-Armand Gette, Edmund Kuppel, Anthony McCall und David Tremlett. Themenhefte widmeten sich Cut-up (1973) und Fluxus (1977). 2011 kam eine Dokumentation über Fluxus in Nizza hinzu.
Es entstanden Bücher mit diesen und anderen Künstlern und Autoren wie Martin Disler, Helmut Federle, Jörg Janzer, Urs Lüthi, Till Neu und Reinhard P. Gruber.
Rainer Maria Rilkes Duineser Elegien und die Sonette an Orpheus wurden in einer Rezitation von Irene Laett (auf CD und als Hörbuch) herausgegeben.
2017 erscheint die Übersetzung von (fiktiven) Antwortbriefen an Rilke von Agnès Rouzier: Briefe an einen toten Dichter und die 'Antwort' auf diesen Text von Till Neu: „Sieben Bilder für Agnès Rouzier / Sept images pour Agnès Rouzier“ in einer zweisprachigen Ausgabe, sowie 2018 die Übersetzung ihres Textes 'Nein, nichts' (Non, rien). 2018 erscheint ihre Korrespondenz 'Lettres à un Jeune Allemand' in französischer Sprache. 2019 folgt das 'Tagebuch I & II' aus den Jahren 1977 bis 1981.
Zwei Sendungen im SR 2 KulturRadio „Literatur im Gespräch“ von Ralph Schock mit Erwin Stegentritt wurden 2004 bzw. 2016 als Audiobook auf CD produziert.
Des Weiteren publiziert der Verlag wissenschaftliche Reihen zu Themen der Sprachwissenschaft und Computerlinguistik sowie zur Germanistik („Bibliotheca Germanica – Series Nova“) und Nordistik („Linguistica Septentrionalia“). Die (2019 abgeschlossene) Neuausgabe des Altisländischen Wörterbuches von Jón Thorkelsson (Erstausgabe 1876) wird von Hans Fix, ehemals Nordistisches Institut der Universität Greifswald, herausgegeben. Des Weiteren wurden Briefsammlungen der Sprachwissenschaftler Paul Herrmann und Gustaf Cederschiöld herausgegeben.
2021 erscheint das Kleine Corona-Tagebuch von Erwin Stegentritt (dem Verleger) und die Erinnerungen von Margot Greff zu ihrem Heimatdorf: Mein Wahlschied.